# Діаконенко Костянтин Пантелеймонович
Діаконенко Костянтин Пантелеймонович (1861-після 1925) - професор медицини, педіатр.

## Біографія
Народився 1861 року в с.Лютенька, Гадяцького повіту, у сім'ї священника. Був сином священника лютенської Миколаївської церкви Діаконенко Пантелеймона та братом  Діаконенко Івана Пантелеймоновича, в подальшому священника цієї ж церкви.    
Отримав базову освіту у першій чоловічій  гімназії м. Полтави. 
Будучи студентом медичного факультету Київського університету, став членом українського гуртка "політиків". За участь у вересневих 1884 в студентських заворушеннях з нагоди 50-річчя університету заарештований 9 вересня. Звільнений з 3-го курсу університетської комісією без права надходження протягом трьох років до інших вищих навчальних закладів, притягнутий до дізнання як один з керівників студентських заворушень. Висланий етапним порядком у м. Лютенька.  
За циркуляру департаменту поліції від 7 грудня 1885 (1884?) перебував під негласним наглядом поліції. 
За агентурними даними 1888 належав до Московського гуртка. Підозрювався разом з студентом Яценко в посилці в Полтаву 50 ескізу "Самоврядування".  
З огляду на це за ним встановлено спостереження. У 1890 закінчив університет з званням лікаря. Після закінчення був спочатку ординатором в університетській клініці, потім лікарем початкового училища в Москві. 
В книзі "Четки памяти" Миколи Носова згадується, що Діаконенко К.П. проживаючи в Москві дружив з російським письменником Михайлом Булгаковим і очевидно став прообразом професора Преображенського в повісті "Собаче серце", так як  крім викладацької роботи на медицинському факультеті МГУ займався ще й медицинською практикою, приймав хворих вдома. 
Батько - Діаконенко Пантелеймон Іванович (1818 р.н.), в 1848 році вперше згадується в метричних книгах як священник Миколаївської церкви м. Лютенька. 
Брат - Діаконенко Іван Пантелеймонович, священник Миколаївської церкви м. Лютенька кінець 19 ст., початок 20 ст. 
Племінник - Дяконенко(Діаконенко) Констянтин Іванович, народився 1896 року в с. Лютенька. .Проживав у м. Гадяч Полтавської обл. Рахівник «Заготутильсировини». Заарештований 5 травня 1938 р. Засуджений Особливою трійкою при УНКВС Полтавської обл. 9 травня 1938 р. за ст.ст. 54-2, 54-10 ч. 1, 54-11 КК УРСР до розстрілу з конфіскацією майна. Вирок виконано 4 червня 1938 р. Реабілітований Полтавським обласним судом 1 серпня 1958 р. [РІ-2, Полтавська обл.] 
Племінник - Діаконенко Олександр Іванович, в Першу світову війну - лікар ( не мав чину), молодший лікар 42-го Якутського піхотно полку. 29.03.1915г. " Пожалован за отличия в делах против неприятеля Ст. 3 с мб. ВП". 

## Джерело
- Перша чоловіча гімназія [Архівовано 5 грудня 2019 у Wayback Machine.]
- Костянтин Пантелеймонович Діаконенко [Архівовано 25 грудня 2019 у Wayback Machine.]
- Полтавские епархиальные вести №23 от 01.12.1863г.
- Николай Носов . Четки памяти. 20022 рік https://readli.net/chitat-online/?b=1181223&pg=1
- Офицеры РИА